# Рожа
Рожа (Alcea) — рід квіткових рослин родини мальвові (Malvales). Представники роду поширені на освітлених схилах, узліссях, іноді як бур'ян. Поширення включає, Південну й Центральну Європу, Єгипет, Західну й центральну Азії, а вид рожа городня широко вирощується й натуралізується. Відомо 81 вид. Для України аборигенними є рожа Гельдрайха (Alcea heldreichii), Alcea biennis (відома як рожа бліда, Alcea pallida) й рожа зморшкувата (Alcea rugosa), а рожа городня (Alcea rosea) — культивований і натуралізований вид.

## Опис
Рослини багаторічні, рідко однорічні, трав'янисті, шерстисто-волосисті. Листки 5-7 лопатеві, округлі або серцеподібні, по краю тупо-зубчасті. Пелюстки білі, рожеві, жовті, лілові, червоні, на верхівці з виїмкою. Підчаша звичайно 6-роздільна, рівна чашечці або коротша за неї. Плід розпадається на окремі плодики, розташовані кільцем навколо карпофору. Плодики на спинці з жолобком, упоперек зморшкуваті, нерідко по краю крилаті.

## Види
- Alcea abchazica
- Alcea acaulis
- Alcea apterocarpa
- Alcea biennis
- Alcea calvertii
- Alcea chrysantha
- Alcea damascena
- Alcea digitata
- Alcea dissecta
- Alcea excubita
- Alcea fasciculiflora
- Alcea ficifolia
- Alcea flavovirens
- Alcea galilaea
- Alcea grossheimii
- Alcea guestii
- Alcea heldreichii — рожа Гельдрайха
- Alcea hohenackeri
- Alcea hyrcana
- Alcea karsiana
- Alcea kurdica
- Alcea lavateriflora
- Alcea leiocarpa
- Alcea lenkoranica
- Alcea litwinowii
- Alcea longipedicellata
- Alcea nudiflora
- Alcea pisidica
- Alcea remotiflora
- Alcea rosea — рожа городня
- Alcea rhyticarpa
- Alcea rugosa — рожа зморшкувата
- Alcea sachsachanica
- Alcea setosa
- Alcea sophiae
- Alcea sosnovskyi
- Alcea striata
- Alcea sulphurea
- Alcea tabrisiana
- Alcea transcaucasica
- Alcea turkeviczii